# Милтон (Висконсин)
Милтон (енгл. Milton) град је у америчкој савезној држави Висконсин.

## Демографија
По попису из 2010. године број становника је 5.546, што је 414 (8,1%) становника више него 2000. године.
| Група             | 2000.         | 2010.         |
| Белци             | 5.021 (97,8%) | 5.267 (95,0%) |
| Афроамериканци    | 9 (0,2%)      | 26 (0,5%)     |
| Азијати           | 16 (0,3%)     | 58 (1,0%)     |
| Хиспаноамериканци | 47 (0,9%)     | 133 (2,4%)    |
| Укупно            | 5.132         | 5.546         |